# Anna Sewell
Anna Sewell (Great Yarmouth, 30 marzo 1820 – Norwich, 25 aprile 1878) è stata una scrittrice inglese.
È conosciuta per essere la scrittrice di Black Beauty - autobiografia di un cavallo, il suo unico libro.

## Biografia
Anna Maria Sewell nacque a Great Yarmouth, Norfolk, in Inghilterra da una famiglia devotamente quacchera. Suo padre era Isaac Phillip Sewell (1793-1879) e sua madre, Maria Sewell Wright (1798-1884), era un'autrice di successo di libri per bambini.
Anna aveva un fratello minore di nome Philip (1822-1906) che ha lavorato come ingegnere edile in Europa, costruendo ferrovie in Spagna e altrove, prima di stabilirsi di nuovo nel Norfolk e lavorare come banchiere.
Anna Sewell fu ben istruita in casa, con un regime fortemente influenzato da convinzioni religiose e dall'istruzione della madre. Quando Anna ebbe dodici anni, la famiglia si trasferì a Stoke Newington, dove Sewell frequentò la scuola per la prima volta e ottenne di nuove istruzioni per lei come la matematica e lingue straniere. Due anni più tardi, però, scivolò mentre tornava verso casa, subendo gravi ferite ad entrambe le caviglie. 
Il padre accettò un lavoro a Brighton nel 1836, nella speranza che il clima l'avrebbe aiutata a guarire. Nonostante questo, molto probabilmente a causa della gravità del suo trauma, Sewell restò zoppa per il resto della sua vita e non riuscì più a stare in piedi senza una stampella. Per una maggiore mobilità, utilizzò frequentemente carrozze trainate da cavalli, cosa che ha contribuito al suo amore per questi animali e alla preoccupazione per il trattamento umano degli esseri animali.
In questo periodo, sia Anna che sua madre abbandonarono la Società degli Amici per aderire alla chiesa anglicana, anche se entrambi rimasero attive in ambito evangelico. Mentre cercava di migliorare la sua salute nelle località termali europee, Sewell incontrò vari scrittori, artisti e filosofi.
L'unica opera pubblicata dalla Sewell fu Black Beauty, scritto tra il 1871 ed il 1877, dopo che si era trasferita a Old Catton, un villaggio fuori dalla città di Norwich, nel Norfolk. Durante questo periodo la sua salute stava peggiorando. Era spesso così debole che era costretta a letto, cosa che rese la scrittura una sfida; dettò dunque il testo a sua madre e dal 1876 iniziò a scrivere su foglietti di carta il testo che la madre poi doveva trascrivere.
Sewell vendette il romanzo all'editore locale Jarrolds per £40, il 24 novembre 1877, quando aveva 57 anni di età. Anche se ormai considerato un classico per bambini, fu scritto in origine per coloro che lavoravano con i cavalli. Il libro fu presto un best seller.
Sewell morì di epatite o di tisi il 25 aprile 1878, cinque mesi dopo che il suo libro venne pubblicato, vivendo abbastanza a lungo per vedere il successo iniziale del libro. Fu sepolta il 30 aprile 1878 nel cimitero quacchero di Lammas vicino a Buxton, Norfolk, non lontano da Norwich; una lapide a muro segna ora il suo luogo di sepoltura.
La sua casa natale, a Church Plain, Great Yarmouth, è ora un museo. Per dieci anni, ha vissuto al Blue Lodge, Abson, tra Bristol e Bath. L'azienda locale di Tracy Park, ora un golf club, si diceva che fosse l'ispirazione per il libro Black Beauty.